# Hemipenthes
Hemipenthes is een vliegengeslacht uit de familie van de wolzwevers (Bombyliidae). De wetenschappelijke naam van het geslacht werd voor het eerst geldig gepubliceerd in 1869 door Loew.

## Soorten
- H. bigradata (Loew, 1869)
- H. castanipes Bigot, 1892
- H. catulina (Coquillett, 1894)
- H. celeris (Wiedemann, 1828)
- H. comanche (Painter, 1962)
- H. curta (Loew, 1869)
- H. chimaera (Osten Sacken, 1887)
- H. edwardsii (Coquillett, 1894)
- H. eumenes (Osten Sacken, 1887)
- H. eversmanni Zaitzev, 1966
- H. floridana (Macquart, 1850)
- H. incisiva (Painter, 1962)
- H. inops (Coquillett, 1887)
- H. lepidota (Osten Sacken, 1887)
- H. maura (Linnaeus, 1758)
- H. mobile (Coquillett, 1894)
- H. morio Linnaeus, 1758 - duinrouwzwever
- H. pima (Painter, 1962)
- H. pullata (Coquillett, 1894)
- H. sagata (Loew, 1869)
- H. scylla (Osten Sacken, 1887)
- H. seminigra Loew, 1869
- H. sinuosa (Wiedemann, 1821)
- H. velutina (Meigen, 1820)
- H. villeneuvi Francois, 1970
- H. vockerothi Francois, 1969
- H. webberi (Johnson, 1919)
- H. wilcoxi (Painter, 1933)
- H. yaqui (Painter, 1962)